# A lotyós tök visszatér (Így jártam anyátokkal)
A lotyós tök visszatér az Így jártam anyátokkal című televízió-sorozat hetedik évadának nyolcadik epizódja. Eredetileg 2011. október 31-én vetítették, míg Magyarországon 2012. október 24-én.
Ebben az epizódban Ted annyi év után végre találkozik a Lotyós Tökkel, de rá kell döbbennie, hogy nem ő az igazi. Barney felfedezi, hogy részben kanadai származású. Működésbe lép Lily "terhes agya".

## Cselekmény
Jövőbeli Ted felidézi gyerekeinek, milyen volt 2001 Halloween-je, amikor találkozott a Lotyós Tökkel: egy lánnyal tökjelmezben. Úgy vélte, tökéletesen összeillenek, de elvesztette a Kit Kat-et, amire a telefonszámát írta fel. Így minden évben megjelent a tetőn rendezett Halloween bulin, hátha megjelenik a lány, ő pedig minden évben "félcédulának" öltözött, mint abban az évben, csak hogy felismerjék.
De most, ennyi év után Ted meglátja egy kirakatban a tökjelmezt, és a kölcsönzőstől megtudja, hogy egy Naomi nevű lány viselte abban az évben. Ted megkeresi őt és kiderül, hogy az évek alatt Naomi is kereste őt. Elkezdenek randevúzni, azonban Ted szép lassan kezd rájönni, hogy nem ő az igazi. Mégsem tud szakítani, hiszen annyi évet várt erre a találkozásra. Amikor pedig rászánná magát, akkor azonnal meg is gondolja magát, mikor újra meglátja Naomit a tökjelmezben. Elmennek a tetőre a buliba, ismét lotyós töknek és félcédulának öltözve. Miközben Naomi ismét megcsinálja magának a Tootsie Roll koktélt, bevallja Tednek, hogy ő is úgy érez, mint ő: látja, hogy nem működnek köztük a dolgok, de ennyi év után nem mert szakítani, hanem megpróbálta kiprovokálni Tednél – sikertelenül -, hogy szakítson ő vele. Végül békében elválnak útjaik.
Eközben Lilynek működésbe lép a "terhes agya", ami azzal jár, hogy elkezd meggondolatlanul viselkedni. Hirtelen kitalálja, hogy ő és Marshall költözzenek a kertvárosba, ugyanis Lily egy házat kapott ott a nagyszüleitől. Marshallnak tetszik az ötlet, de nem szeretne úgy dönteni, hogy tudja, Lilynél ez pillanatnyi "elmezavar". A Halloween alatt Lily teljesen beleéli magát a dolgokba, aztán viszont "kitisztul" a tudata, és úgy dönt, nem költöznek ki addig, amíg felelős döntést nem tudnak erről hozni.
Robin megtudja Barney apjától, hogy Barney apai nagyanyja Manitobában született, tehát Barney egynegyed részben kanadai. Barney teljesen elszörnyed a hír hallatán, Robin pedig kihasználja a lehetőséget, és elkezdi őt piszkálni és cikizni azokkal a dolgokkal, amiket ő kapott tőle az évek során. Beleegyezik, hogy befejezi a cukkolást, ha Barney felvesz a Halloween bulira egy kanadai lovasrendőr-egyenruhát. Barney azonban ellenáll, helyette Apollo Creed-nek öltözik, és egy amerikai zászlóval a háttérben James Brown "Living In America" című számára vonul be. A buli után aztán a lakásán megjelenik előtte a "kanadai énje", akit megpróbál leverni, sikertelenül.

## Kontinuitás
- Naomi először a "Lotyós tök" című részben jelent meg. Számos dolog visszaköszön abból az epizódból, például Ted félcédula-jelmeze és a Tootsie Roll koktél.
- Barneynál a kacsás nyakkendő végig ott van, még amikor Apollo Creed-nek öltözik, akkor is.
- Barney a "Kettős állampolgárság" című epizódban is hasonló körülmények között skandálta, hogy "U.S.A.!"
- A visszaemlékezésekben látható cikizős jelenetek "A legutolsó cigi" és a "Kettős állampolgárság" című részekben szerepeltek.
- Lily nagyszülei a "Pofonadás 2: A pofon visszaüt" című részben szerettek volna Floridába költözni, de nem jött össze, Lily apja miatt.
- Ted ismét rossz időben mondja egy nőnek, hogy beleszeretett ("megmosbyzta")
- Lily azzal próbálja győzködni Marshallt a költözés érdekében, hogy ott rengeteg helye lenne mindenre. Marshall az "Én szeretem New Jersey-t" című részben jegyezte meg, hogy New Yorkot olyan emberekre tervezték, akik kisebbek nála.
- Barney a "Klasszikus Mosby!" frázist használja, amit először Öklös használt Tedre.
- Marshallt ezúttal is emlékeztetni kell, akárcsak "A tej" című részben, hogy lyukakat kell fúrni egy dobozra, ha állatokat tartanak benne.

## Jövőbeli visszautalások
- Marshall és Lily végül a "46 perc" című epizódban költöznek ki a külvárosba.

## Érdekességek
- A Halloween buliban Robinnak más és más foga van feketére satírozva, amely a vágásoknál feltűnő.
- "A pókerparti" című részből kiderül, hogy Naomi ott volt az egyik 2006 és 2011 közti Halloween-buliban, de nem ismerhette fel Tedet, ő ugyanis abban az évben Marshallal vitatkozott egy nászajándék és egy elmaradt köszönőlevél miatt.
- Az epizód eredeti címe "Papíron tökéletes" volt.
- Ted jelmeze, a "félcédula", utalás a 2000-es amerikai elnökválasztásokra, egészen pontosan a Florida állambantörtént szavazat-újraszámlálásokra. 2001-ben is valóban idejétmúlt volt már ez a poén.

## Vendégszereplők
- Katie Holmes – Naomi
- Christina Pickles – Rita Aldrin
- Jack Walsh – Morris Aldrin
- Misty Monroe – pincérnő

## Zene
- Barenaked Ladies – One Week
- James Brown – Living In America